# ليجنيريويل
ليجنيريويل (بالفرنسية: Lignereuil)‏ هي بلدية تقع في إقليم باد كاليه من منطقة نور با دو كاليه في شمال فرنسا. تبلغ مساحة هذه المدينة 2.92 (كم²)، وترتفع عن سطح البحر 170 م، يبلغ عدد سكانها 129 نسمة حسب إحصاء المعهد الوطني للإحصاء والدراسات الاقتصادية سنة 2009 م. وترأس René Van Eetvelde البلدية خلال فترة (2008-2014).